# Hanul lui Manuc

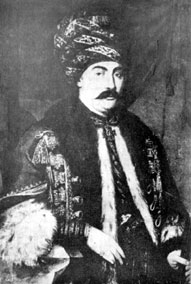
Manuc Bei

Hanul lui Manuc (letteralmente La Locanda di Manuc) è il più antico albergo di Bucarest, la capitale della Romania.

## L'edificio
L'edificio, a due piani, è a pianta quadrangolare e circonda un ampio cortile alberato circondato da balconate; è ubicato nel centro storico, in Stradă Iuliu Maniu 62, ed ospita, oltre all'albergo ed all'annesso ristorante, diversi negozi sul lato che oggi si affaccia sulla moderna Piaţa Unirii, che peraltro non è visibile dalla corte interna, a cui si accede da un portone sul retro, nei pressi della cosiddetta Curtea Veche, l'antica Corte principesca.

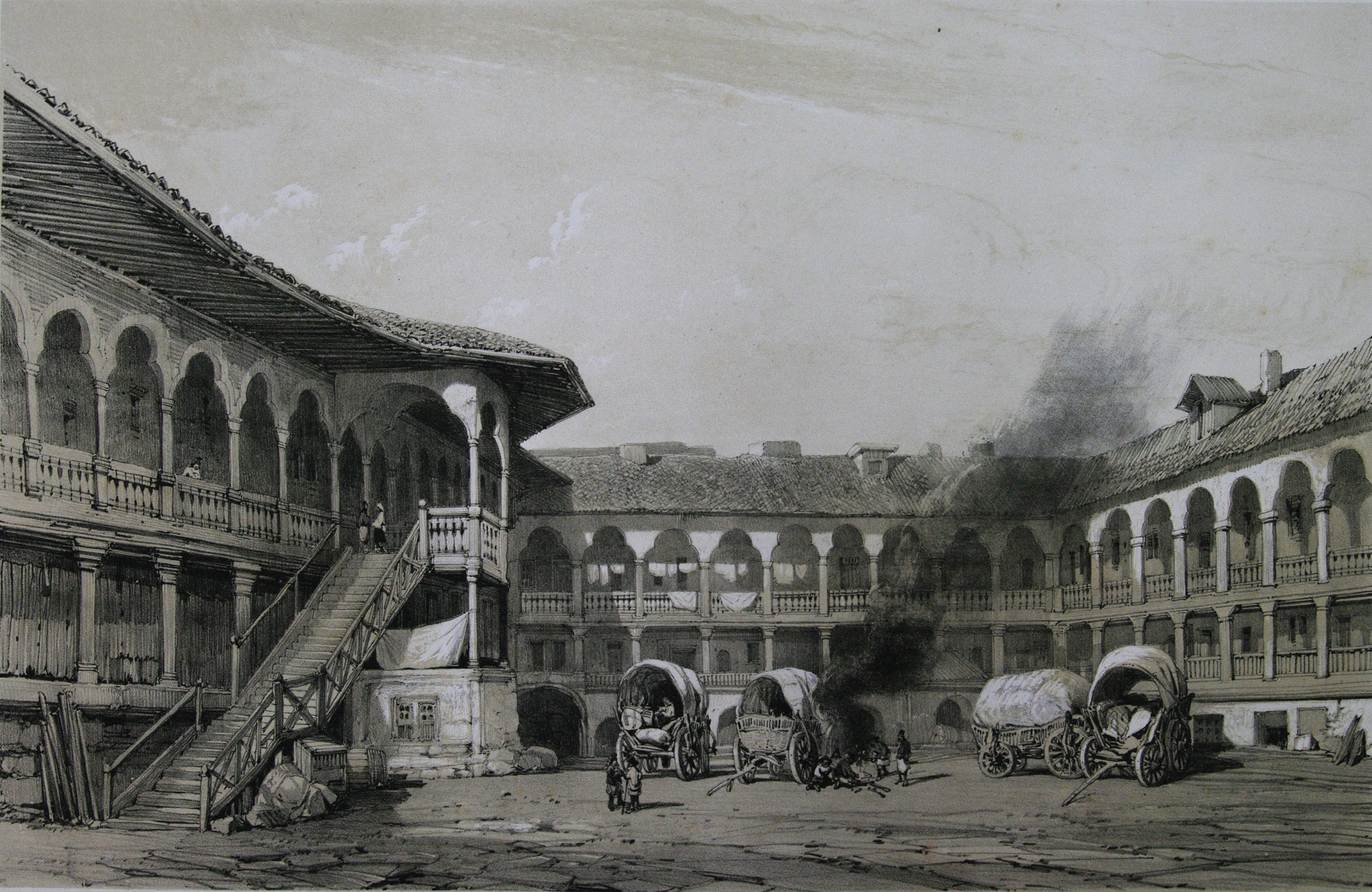
La corte nel 1841

## Storia
L'albergo prende il nome dal suo fondatore, l'armeno Emanuel Mârzaian, più conosciuto con il suo nome turco Manuc Bei, che lo costruì nel 1808 dopo essere fuggito da Istanbul, dove era stato condannato a morte dopo la caduta del suo protettore, il generale ottomano Alemdar Mustafa Pasha.

## Avvenimenti storici

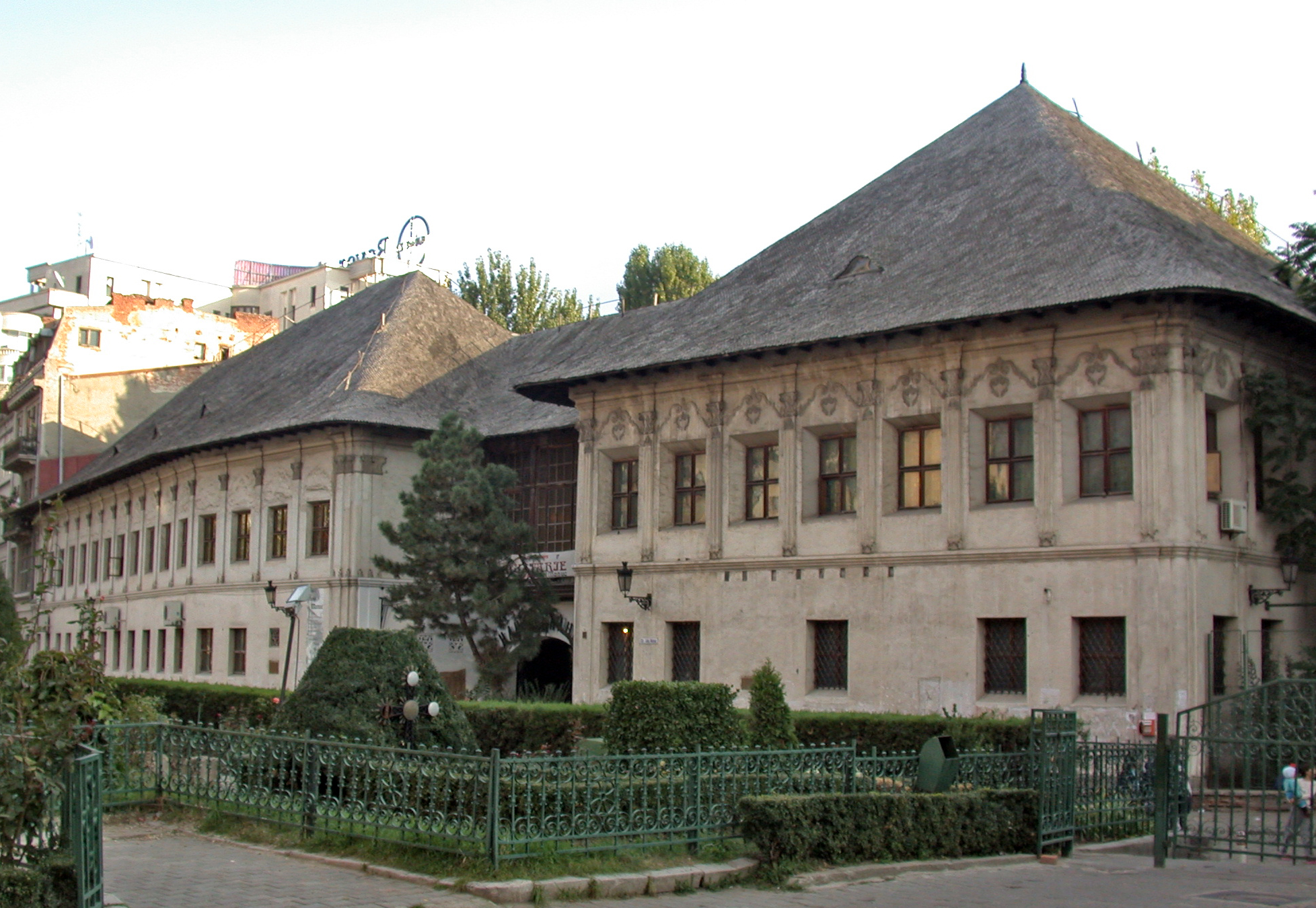
La facciata principale

L'albergo ha un'importanza storica, in quanto ha ospitato alcuni avvenimenti importanti nella storia della Romania. In particolare:
- Nel 1812 fu sede dei colloqui preliminari per arrivare alla redazione ed alla firma del trattato di Bucarest, che pose fine alla Guerra russo-turca del 1806-1812
- Nel 1842 vi ebbe provvisoriamente sede l'amministrazione municipale di Bucarest
- Attorno al 1880 una delle sale dell'albergo veniva utilizzata come teatro e vi si svolse il primo spettacolo di operetta della Romania
- Prima dell'ingresso della Romania nella prima guerra mondiale, tra il 1914 ed il 1916 una delle sale dell'albergo, la Sala Dacia, ospitò le riunioni dei capi degli interventisti del Regno, che puntavano a formare uno stato romeno più grande, unendosi con la Transilvania e la Bucovina, unione avvenuta poi con la Dichiarazione di Alba Iulia del 1º dicembre 1918. A queste riunioni parteciparono i più importanti dirigenti del movimento, tra cui Nicolae Filipescu, Take Ionescu, Barbu Ștefănescu Delavrancea e Octavian Goga.

## L'albergo oggi

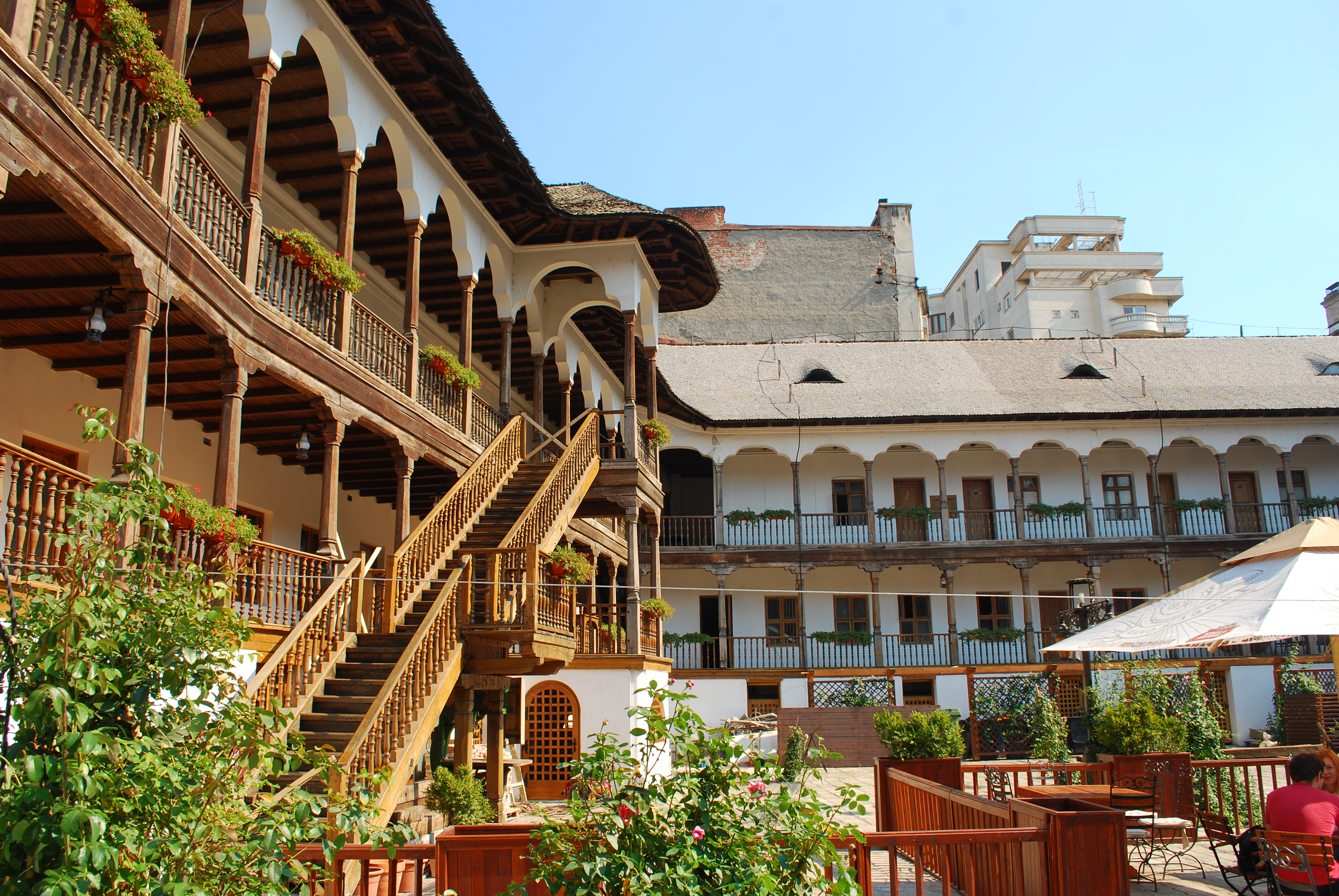
La corte oggi

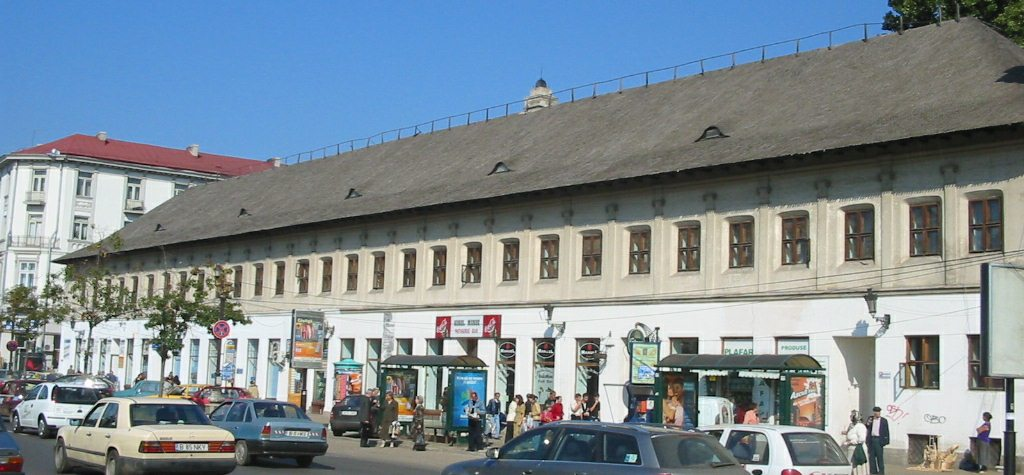
L'edificio dal lato di Piaţa Unirii

Delle tre antiche locande tuttora esistenti nella zona di Lipscani, il vero centro storico di Bucarest, Hanul lui Manuc è l'unico che tuttora funzioni come albergo. La struttura, pur avendo subito almeno quattro restauri, i primi ancora nel XIX secolo, l'ultimo nel 2007-2009, è rimasta sostanzialmente immutata e conserva gran parte delle caratteristiche originarie.
Nelle sale dell'albergo si svolgono ancora oggi manifestazioni culturali come mostre e concerti, non è raro che giovani strumentisti classici si esibiscano nella sala del ristorante e nel periodo estivo l'ampia corte ospita spettacoli folcloristici e performance musicali. Non è inoltre raro che il cinema e le televisioni romene utilizzino la corte come location per le loro riprese.

## Fonte
- (EN) Descrizione da Romanian Travel Guide, su rotravel.com. URL consultato il 20-09-2008 (archiviato dall'url originale il 18 dicembre 2007).